# Női kajak négyes 500 méter a 2020. évi nyári olimpiai játékokon
A 2020. évi nyári olimpiai játékokon a kajak-kenu női kajak négyes 500 méteres versenyszámát 2021. augusztus 6-án és 7-én rendezték. Az aranyérmet a Kozák Danuta, Csipes Tamara, Kárász Anna, Bodonyi Dóra összeállítású magyar négyes nyerte.
Kozák Danuta hatodik olimpiai aranyérmét szerezte, ezzel az aranyérmek számát tekintve az olimpiai játékok történetének legeredményesebb magyar női sportolója lett.

## Naptár
Az időpontok helyi idő szerint, zárójelben magyar idő szerint értendők.
| Dátum              | Időpont      | Forduló      |
| ------------------ | ------------ | ------------ |
| 2021. augusztus 6. | 10:30 (3:30) | Előfutamok   |
| 2021. augusztus 6. | 12:05 (5:05) | Negyeddöntők |
| 2021. augusztus 7. | 10:07 (3:07) | Elődöntők    |
| 2021. augusztus 7. | 12:12 (5:12) | B-döntő      |
| 2021. augusztus 7. | 12:19 (5:19) | A-döntő      |

## Eredmények

### Előfutamok
Az első két helyezett az elődöntőbe (SF) jutott, a többi négyes a negyeddöntőbe (QF) került.

#### 1. futam
| Helyezés | Pálya | Név                                                                           | Nemzet                 | Idő      | Mj |
| -------- | ----- | ----------------------------------------------------------------------------- | ---------------------- | -------- | -- |
| 1.       | 4     | Kozák Danuta Csipes Tamara Kárász Anna Bodonyi Dóra                           | Magyarország (HUN)     | 1:33,335 | SF |
| 2.       | 2     | Lisa Carrington Alicia Hoskin Caitlin Regal Teneale Hatton                    | Új-Zéland (NZL)        | 1:33,959 | SF |
| 3.       | 5     | Marharyta Makhneva Nadzeya Papok Volha Khudzenka Maryna Litvinchuk            | Fehéroroszország (BLR) | 1:34,785 | QF |
| 4.       | 7     | Andréanne Langlois Michelle Russell Alanna Bray-Lougheed Madeline Schmidt     | Kanada (CAN)           | 1:38,971 | QF |
| 5.       | 3     | Manon Hostens Vanina Paoletti Sarah Guyot Léa Jamelot                         | Franciaország (FRA)    | 1:39,032 | QF |
| 6.       | 6     | Mariia Kichasova-Skoryk Liudmyla Kuklinovska Anastasiia Todorova Mariya Povkh | Ukrajna (UKR)          | 1:39,224 | QF |

#### 2. futam
| Helyezés | Pálya | Név                                                                          | Nemzet                                       | Idő      | Mj |
| -------- | ----- | ---------------------------------------------------------------------------- | -------------------------------------------- | -------- | -- |
| 1.       | 3     | Karolina Naja Anna Puławska Justyna Iskrzycka Helena Wiśniewska              | Lengyelország (POL)                          | 1:33,468 | SF |
| 2.       | 4     | Sabrina Hering-Pradler Melanie Gebhardt Jule Hake Tina Dietze                | Németország (GER)                            | 1:34,681 | SF |
| 3.       | 6     | Li Dongyin Zhou Yu Ma Qing Vang Nan (Wang Nan)                               | Kína (CHN)                                   | 1:36,249 | QF |
| 4.       | 1     | Jaime Roberts Jo Brigden-Jones Shannon Reynolds Catherine McArthur           | Ausztrália (AUS)                             | 1:37,407 | QF |
| 5.       | 2     | Emma Jørgensen Julie Funch Sara Milthers Bolette Nyvang Iversen              | Dánia (DEN)                                  | 1:38,453 | QF |
| 6.       | 5     | Natalia Podolskaya Anastasiia Dolgova Kira Stepanova Svetlana Chernigovskaya | Az Orosz Olimpiai Bizottság versenyzői (ROC) | 1:39,166 | QF |

### Negyeddöntő
Az első hat helyezett az elődöntőbe (SF) jutott.
| Helyezés | Pálya | Név                                                                           | Nemzet                                       | Idő      | Mj |
| -------- | ----- | ----------------------------------------------------------------------------- | -------------------------------------------- | -------- | -- |
| 1.       | 5     | Marharyta Makhneva Nadzeya Papok Volha Khudzenka Maryna Litvinchuk            | Fehéroroszország (BLR)                       | 1:35,534 | SF |
| 2.       | 4     | Li Dongyin Zhou Yu Ma Qing Vang Nan (Wang Nan)                                | Kína (CHN)                                   | 1:36,379 | SF |
| 3.       | 1     | Mariia Kichasova-Skoryk Liudmyla Kuklinovska Anastasiia Todorova Mariya Povkh | Ukrajna (UKR)                                | 1:36,948 | SF |
| 4.       | 7     | Manon Hostens Vanina Paoletti Sarah Guyot Léa Jamelot                         | Franciaország (FRA)                          | 1:37,138 | SF |
| 5.       | 6     | Jaime Roberts Jo Brigden-Jones Shannon Reynolds Catherine McArthur            | Ausztrália (AUS)                             | 1:37,601 | SF |
| 6.       | 2     | Emma Jørgensen Julie Funch Sara Milthers Bolette Nyvang Iversen               | Dánia (DEN)                                  | 1:37,682 | SF |
| 7.       | 8     | Natalia Podolskaya Anastasiia Dolgova Kira Stepanova Svetlana Chernigovskaya  | Az Orosz Olimpiai Bizottság versenyzői (ROC) | 1:38,372 | FB |
| 8.       | 3     | Andréanne Langlois Michelle Russell Alanna Bray-Lougheed Madeline Schmidt     | Kanada (CAN)                                 | 1:38,537 | FB |

### Elődöntők
Az első négy helyezett az A-döntőbe (FA), a többi négyes a B-döntőbe (FB) került.

#### 1. elődöntő
| Helyezés | Pálya | Név                                                                | Nemzet                 | Idő      | Mj |
| -------- | ----- | ------------------------------------------------------------------ | ---------------------- | -------- | -- |
| 1.       | 5     | Kozák Danuta Csipes Tamara Kárász Anna Bodonyi Dóra                | Magyarország (HUN)     | 1:36,529 | FA |
| 2.       | 3     | Marharyta Makhneva Nadzeya Papok Volha Khudzenka Maryna Litvinchuk | Fehéroroszország (BLR) | 1:36,672 | FA |
| 3.       | 4     | Sabrina Hering-Pradler Melanie Gebhardt Jule Hake Tina Dietze      | Németország (GER)      | 1:36,737 | FA |
| 4.       | 2     | Jaime Roberts Jo Brigden-Jones Shannon Reynolds Catherine McArthur | Ausztrália (AUS)       | 1:38,170 | FA |
| 5.       | 6     | Manon Hostens Vanina Paoletti Sarah Guyot Léa Jamelot              | Franciaország (FRA)    | 1:38,202 | FB |

#### 2. elődöntő
| Helyezés | Pálya | Név                                                                           | Nemzet              | Idő      | Mj |
| -------- | ----- | ----------------------------------------------------------------------------- | ------------------- | -------- | -- |
| 1.       | 5     | Karolina Naja Anna Puławska Justyna Iskrzycka Helena Wiśniewska               | Lengyelország (POL) | 1:36,078 | FA |
| 2.       | 4     | Lisa Carrington Alicia Hoskin Caitlin Regal Teneale Hatton                    | Új-Zéland (NZL)     | 1:36,293 | FA |
| 3.       | 3     | Li Dongyin Zhou Yu Ma Qing Vang Nan (Wang Nan)                                | Kína (CHN)          | 1:36,697 | FA |
| 4.       | 2     | Emma Jørgensen Julie Funch Sara Milthers Bolette Nyvang Iversen               | Dánia (DEN)         | 1:37,386 | FA |
| 5.       | 6     | Mariia Kichasova-Skoryk Liudmyla Kuklinovska Anastasiia Todorova Mariya Povkh | Ukrajna (UKR)       | 1:38,489 | FB |

### Döntők

#### B-döntő
| Helyezés | Pálya | Név                                                                           | Nemzet                                       | Idő      | Mj |
| -------- | ----- | ----------------------------------------------------------------------------- | -------------------------------------------- | -------- | -- |
| 9.       | 5     | Manon Hostens Vanina Paoletti Sarah Guyot Léa Jamelot                         | Franciaország (FRA)                          | 1:38,346 |    |
| 10.      | 4     | Mariia Kichasova-Skoryk Liudmyla Kuklinovska Anastasiia Todorova Mariya Povkh | Ukrajna (UKR)                                | 1:39,276 |    |
| 11.      | 6     | Andréanne Langlois Michelle Russell Alanna Bray-Lougheed Madeline Schmidt     | Kanada (CAN)                                 | 1:39,946 |    |
| 12.      | 3     | Natalia Podolskaya Anastasiia Dolgova Kira Stepanova Svetlana Chernigovskaya  | Az Orosz Olimpiai Bizottság versenyzői (ROC) | 1:40,951 |    |

#### A-döntő
| Helyezés | Pálya | Név                                                                | Nemzet                 | Idő      | Mj |
| -------- | ----- | ------------------------------------------------------------------ | ---------------------- | -------- | -- |
| Arany    | 5     | Kozák Danuta Csipes Tamara Kárász Anna Bodonyi Dóra                | Magyarország (HUN)     | 1:35,463 |    |
| Ezüst    | 3     | Marharyta Makhneva Nadzeya Papok Volha Khudzenka Maryna Litvinchuk | Fehéroroszország (BLR) | 1:36,073 |    |
| Bronz    | 4     | Karolina Naja Anna Puławska Justyna Iskrzycka Helena Wiśniewska    | Lengyelország (POL)    | 1:36,445 |    |
| 4.       | 6     | Lisa Carrington Alicia Hoskin Caitlin Regal Teneale Hatton         | Új-Zéland (NZL)        | 1:37,168 |    |
| 5.       | 7     | Sabrina Hering-Pradler Melanie Gebhardt Jule Hake Tina Dietze      | Németország (GER)      | 1:37,243 |    |
| 6.       | 2     | Li Dongyin Zhou Yu Ma Qing Vang Nan (Wang Nan)                     | Kína (CHN)             | 1:38,121 |    |
| 7.       | 1     | Jaime Roberts Jo Brigden-Jones Shannon Reynolds Catherine McArthur | Ausztrália (AUS)       | 1:39,797 |    |
| 8.       | 8     | Emma Jørgensen Julie Funch Sara Milthers Bolette Nyvang Iversen    | Dánia (DEN)            | 1:41,141 |    |